# Malezijski ringit
Malezijski ringit, ISO 4217: MYR je službeno sredstvo plaćanja u Maleziji. Označava se simbolom  RM a dijeli se na 100 sena (centa).
Malezijski ringit je uveden 1975. godine, kada je zamijenio malezijski dolar, i to u omjeru 1:1.
U optjecaju su kovanice od 5, 10, 20 i 50 sena, i novčanice od 1, 5, 10, 20, 50 i 100 ringita.